# 協和語
協和語（きょうわご）は、満洲国の建国初期に用いられた日本語と中国語のピジン言語である。興亜語（こうあご）、日満語（にちまんご）、大東亜語（だいとうあご）などとも呼ばれた。

## 概要
「協和」とは、満洲国のスローガンである「五族協和」に由来する。主に日本語を母語としない漢民族や満洲民族といった中国人が用いていた。そのため、中国語の単語も混じっており、さらに用言の語尾変化と助詞の一部を省略したものだった。これは、英語に対するピジンイングリッシュのような言語とも言える。あるいは、一種のクレオール言語とみなすこともできる。
日露戦争後、新都市地域においてロシア語に代わって日本語が勉強されるようになっていた。ただし、日露戦争の時に日本兵によって「カイロカイロ(帰らう帰らう。帰る場合にも行く場合にも使われる)」や「メシメシ(飯飯。召し上がれの意で使われる)」などの畳語が日満混合語として残されたため、日本語が全て畳語であるかのような誤解が生まれており、また在留邦人の一部も「わたし買ふ買ふ、いくらいくら、売る売るあるか?」や「たかいたかい、まけるまける、よろしい」のように畳語を多用していた。
協和語は複数の民族から成る満洲国で、早急な各民族間のコミュニケーション手段として日本人によって考案されたとされているが、その後「日本語は言霊の宿る言語であり、正しく用いるべき」との批判から否定されていった。第二次世界大戦での日本の敗戦とそれに伴う満洲国の瓦解によって資料は散逸し、その後も系統立った研究はほとんど行われていないため、詳細は今も明らかでない。
日本において中国人訛りを表す役割語は協和語がルーツであると言われることがある。例えば、漫画などで中国人が片言の日本語を話す時（『らんま1/2』のシャンプーや『BLACK LAGOON』のシェンホアなど）や、外国語作品における中国語訛りの強い台詞を日本語に吹き替える時、ゼンジー北京の芸のように中国人の真似をする時などには、「アルヨ」など協和語に似た表現が用いられ、中国人に対するステレオタイプを形成している。しかし、これに近い「ピジン日本語」は明治初期から存在していたことが文献から確認されており、横浜の外国人居留地で使われていた「横浜ダイアレクト」（横浜ピジン日本語）と呼ばれるものがその起源とされる。当初は「外国人一般が用いる言葉」として日本人に認識されていたが、その後「中国人の使う言葉」へと移行していった。
協和語がそれらをベースに誕生した可能性もあるが、推測の域を出ない。

## 文法

### 助詞「的（デー）」
中国語で「的（de）」は所属関係を表す助詞であり、一人称代名詞「我（wo）」、二人称代名詞「你（ni）」の後に用い、日本語の「私の」「貴方の」に相当する意味となる。協和語でも同様に助詞「的（デー）」が用いられることがあったが、用法は中国語より拡張していた。
「的（デー）」の拡張表現として、協和語の一人称代名詞の一つである「我（オまたはワー）」、二人称代名詞の一つである「你（ニ）」の後に付くことで1つの人称代名詞「我的（オデー）」「你的（二デー）」として機能することがあった。この場合、助詞「的（デー）」の本来の「〇〇の〜」という意味は消失する。これは主に発話者の母語が日本語である場合に見られる表現であり、人称代名詞が基本的に二音節、三音節ある日本語と一音節の中国語、その音節数の安定感を保つために助詞「的（デー）」が用いられた。
助詞「的（デー）」と同義で日本語由来の助詞「の」も用いられたが両者の意味合いに違いは見られない。中国語を母語とする者が助詞「的（デー）」を、日本語を母語とする者が助詞「の」を用いる傾向にあった。但し、人称代名詞が「我的（オデー）」「你的（二デー）」の場合、その後に付けられるのは助詞「の」のみであり、助詞「的（デー）」を付けて二重表現となることはない。

## 用例

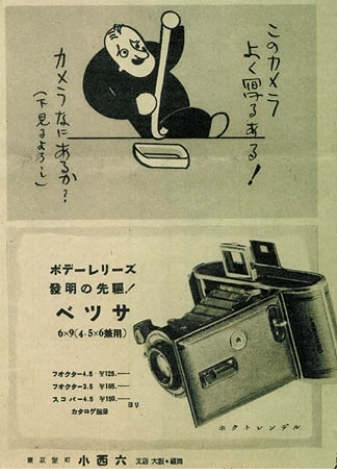
小西六（現・コニカミノルタ）の雑誌広告（『アサヒグラフ』昭和12年7月21日号）

- 私日本人アルヨ
「私は日本人です」の意味。
- 姑娘（グーニャン）きれいアルネ
「お嬢さんはきれいですね」の意味。
- あなた座るの椅子ないアルヨ
「あなたが座る椅子はありません」。否定辞「ない」+肯定語「ある」となるため、しばしば誤解を生じる。
- アイヤー（哎呀）
驚いたときなどの感嘆詞。中国語から採られた。